# Samaniïta
La samaniïta és un mineral de la classe dels sulfurs. Rep el seu nom del comtat on va ser descoberta.

## Característiques
La samaniïta és un sulfur de fórmula química Cu₂Fe₅Ni₂S₈. Va ser aprovada per l'Associació Mineralògica Internacional l'any 2007. Cristal·litza en el sistema tetragonal, i es troba en forma de grans anèdrics de fins a 0,05 mil·límetres.
Segons la classificació de Nickel-Strunz, la samaniïta pertany a «02.B - Sulfurs metàl·lics, M:S > 1:1 (principalment 2:1), amb Ni» juntament amb els següents minerals: horomanita, heazlewoodita, oregonita, vozhminita, arsenohauchecornita, bismutohauchecornita, hauchecornita, tel·lurohauchecornita, tučekita, argentopentlandita, cobaltopentlandita, geffroyita, godlevskita, kharaelakhita, manganoshadlunita, pentlandita, shadlunita i sugakiïta.

## Formació i jaciments
Va ser descoberta en inclusions de lherzolita en peridotites omplint l'espai entre minerals silicats, a Horoman, Samani-cho (Hokkaido, Japó), i és l'únic indret on se n'ha trobat. Sol trobar-se associada a altres minerals com: bornita, talnakhita, coure, troilita, heazlewoodita, pentlandita, magnetita, olivina, diversos clinopiroxens i ortopiroxens, i formant intercreixements amb horomanita i sugakiïta.